# Jacob Bacmeister
Jacob Bacmeister (Rostock, 11 de Fevereiro de 1562 — Greifswald, 13 de Novembro de 1591) foi hebraísta, filólogo clássico, professor universitário e teólogo luterano. Era filho de Lucas Bacmeister, o Velho com sua primeira esposa Johanna Bording 1544-1584. Era irmão de Lucas Bacmeister, o Jovem, Johann Bacmeister, o Velho e Matthäus Bacmeister, de um total de dez irmãos. Seguindo a tradição da família, Jacob estudou na Universidade de Rostock onde terminou seus estudos de Mestrado em 1585. Cinco anos depois,  a Faculdade de Filosofia da universidade o nomeou professor de língua hebraica.

## Obras
- Loci doctrinae praecipui ex prioribus quatuor capitibus prophetae Amos excerpti, & ad disputationum materiam propositi, in Academia Rostochiensi, A Luca Bacmeistero S. Theologiae Doctore et Professore. (Respondente M. Iacobo Bacmeistero) Paulo Petreio Rostochiensi (Rostock 1590)
- Oratio de vita studiis et morte clarissimi & doctissimi viri, DN. M. Iacobi Bacmeisteri in academia Rostochiensi patria Hebraeae linguae Professoris […] Scripta Amico ab Amico, M. Daniele Cramero REtzensi Neomarch. Et 20. Novembr. […] (Rostock 1591)
- Oratio de vita studiis et morte […] Iacobi Bacmeisteri (Rostock 1591)